# Pieter Jan Willekens
Pour les articles homonymes, voir Willekens.
Pieter Jan (‘Peerke’) Willekens, né le 6 décembre 1881 à Reusel (Pays-Bas)  et décédé le 27 janvier 1971 à Yogyakarta (Indonésie) est un prêtre jésuite néerlandais, missionnaire en Indonésie (Indes néerlandaises). Il fut vicaire apostolique de Batavia (appelé plus tard Jakarta) de 1934 à 1950.

## Biographie
Fils du maire Adriaan Willekens, Pieter Willekens naquit le 6 décembre 1881. Il fut envoyé au collège jésuite de Turnhout (Belgique) pour ses études. Entré au noviciat des Jésuites de Mariëndaal le 26 septembre 1900 il poursuit le cours habituel de la formation jésuite - spirituelle et intellectuelle - aux Pays-Bas et est ordonné prêtre le 24 août 1915. Durant huit ans, de 1917 à 1925, il œuvre dans l’enseignement jésuite et ensuite (1925 à 1928) dans d’autres activités des Jésuites de sa province des Pays-Bas.   
En 1928, le père Willekens est envoyé aux Indes orientales néerlandaises par la Congrégation pour la Doctrine de l Foi pour y évaluer la situation du travail missionnaire. Entre 1931 et 1934, il est visiteur canonique des provinces jésuites dans les Indes Britanniques, en Indochine française , en Hongrie et en Grande-Bretagne.
Le 23 juillet 1934, Willekens est nommé vicaire apostolique de Batavia (ville renommé Jakarta le 7 février 1950) dans les Indes néerlandaises et reçoit le siège titulaire de Zorava. Sa consécration épiscopale a lieu le 3 octobre 1934. A Batavia il succède à Mgr Anton van Velsen, démissionnaire. 
Durant la Seconde Guerre mondiale, Mgr Willekens joua un rôle important dans la vie catholique dans le Indes néerlandaises, alors occupées par le Japon. En tant que représentant diplomatique du Saint-Siège, il ne pouvait pas être interné, comme ce fut le cas pour les autres évêques européens. Ce qui fit que Mgr Willekens était la plus haute autorité ecclésiastique dans l’archipel indonésien. Sa façon d’agir lui acquit l’estime de tous. 
Après la fin du conflit mondial, les Indes néerlandaises ayant acquis leur indépendance (sous le nom d’Indonésie), Willekens veille à ce que l’Église catholique s’adapte aux circonstances nouvelles du pays sortant de la période coloniale.  Il entretient de bons contacts avec les autorités civiles du pays et fait en sorte que le plus grand nombre possible d’ecclésiastiques indonésiens soient nommés aux postes de responsabilité.
En juin 1952, Mgr Willekens donne sa démission pour des raisons de santé. Il continue cependant à œuvrer comme enseignant et directeur spirituel jusqu'à sa mort, le 27 janvier 1971 à Yogyakarta.